# Доменек, Раймон
Раймо́н Маню́эль Альбе́р Домене́к (фр. Raymond Manuel Albert Domenech, французское произношение [ʁɛmɔ̃ dɔmɛnɛk]; род. 24 января 1952, Лион) — французский футболист и тренер. Некоторое время являлся обладателем рекорда по количеству матчей, проведённых сборной Франции под его руководством — 79 матчей, пока его не превзошёл Дидье Дешам.

## Игровая карьера

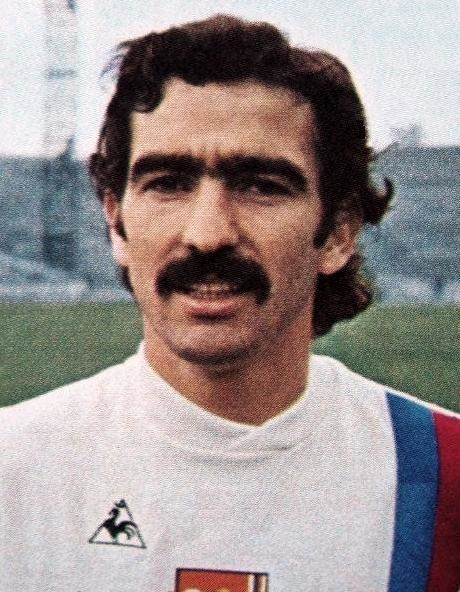
Раймон Доменек в составе «Лиона» в 1976 году

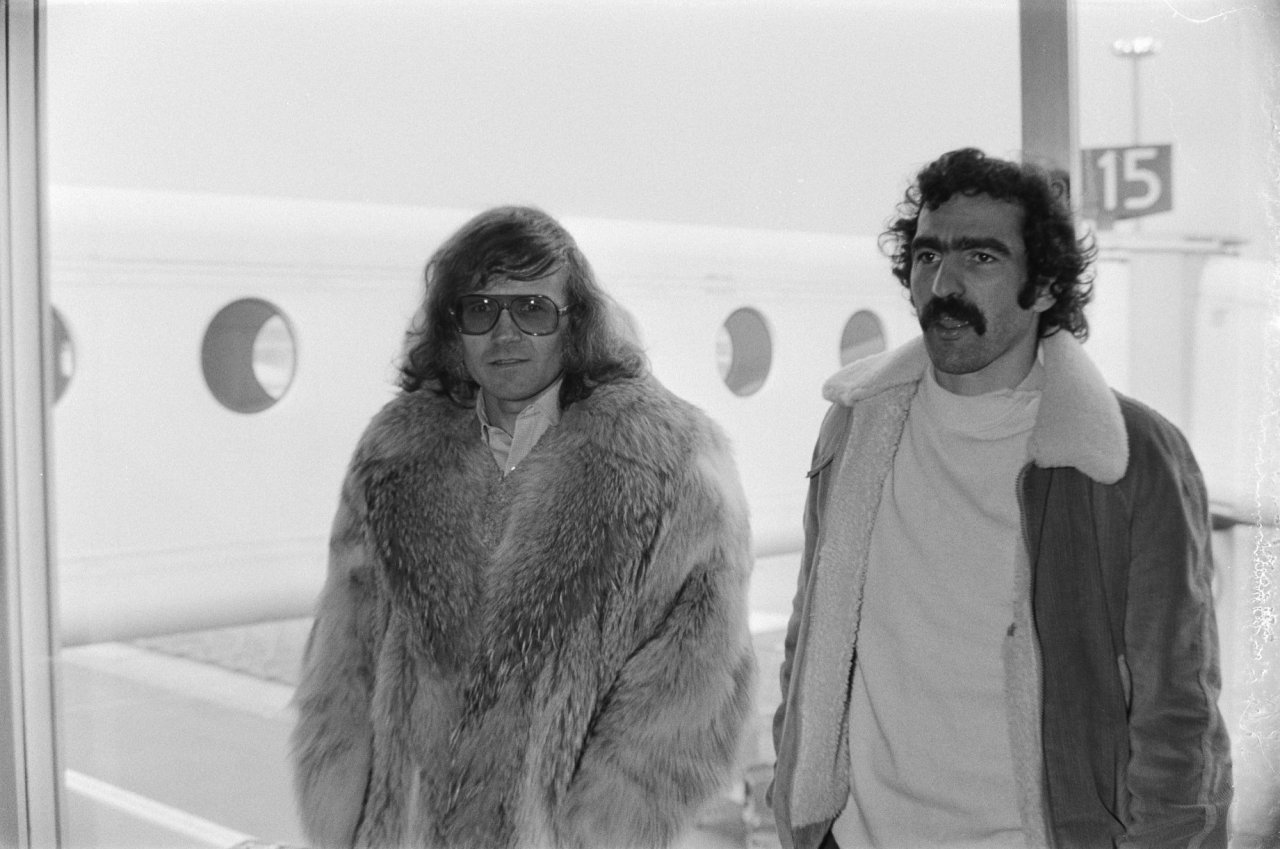
Жильбер Гресс и Раймон Доменек в 1980 году

Раймон Доменек — сын каталонцев, эмигрировавших во Францию в 1936 году.
Он начал свою карьеру в клубе «Олимпик Лион», где поиграл под руководством Эме Жаке. В «Лионе» Доменек приобрёл репутацию жёсткого, а иногда и грубого игрока, за что был прозван соперниками «мясником». В 1977 году он перешёл в клуб «Страсбур», а в 1979 году Доменек выиграл с командой чемпионат Франции. В 1981 году перешёл в «Пари Сен-Жермен», затем играл за «Бордо», который тренировал Эме Жаке, а потом за «Мюлуз», где выполнял функции играющего тренера.
Сыграл 8 матчей за сборную Франции.

## Тренерская карьера

### Начало карьеры. Молодёжные сборные
Тренером Раймон Доменек стал ещё в 1985 году, возглавив клуб «Мюлуз». В 1988 году он начал тренировать «Олимпик» Лион, который находился во втором дивизионе, но Доменек в первом же сезоне занял первое место во второй лиге и вывел клуб в лигу первую. А в 1991 году клуб занял 5-е место в чемпионате и вновь смог принимать участие в матчах Кубка УЕФА. Ещё одним достижением Доменека стало приглашение в клуб Роберта Дюверна, который отвечал за подготовку сборных Франции к Олимпийским играм.
В 1993 году Доменек возглавляет молодёжную сборную Франции. С молодыми футболистами он дважды выигрывает турнир Тулона и один раз Кубок Касабланки. С командой он 6 раз участвует в чемпионатах Европы, но самым высшим достижением становится выход в финал молодёжного Евро в 2002 году и четвертьфинал Олимпиады 1996, а на две последующие Олимпиады французы даже не квалифицировались.
В 2003 году Доменек рассматривался в качестве одного из претендентов на должность главного тренера сборной Ирландии.

### Сборная Франции на чемпионате мира 2006
12 июля 2004 года Доменек приступил к работе со сборной Франции, сменив ушедшего после Евро-2004 Жака Сантини. Он начал с реформирования функционирования всей команды, говоря в интервью «L'Equipe»: «Если ничего не менять, ничего не пробовать, это заставит подняться прямо на эшафот. Необходимо изменить привычки, а значит надо изменить людей. Сборная Франции не принадлежит никому». Доменек решил омолодить команду, и его приход совпал с уходом из сборной многих участников победных чемпионата мира и Европы.
В ходе отборочного цикла чемпионата мира 2006 года Доменек повторил со сборной антирекорд футбольного сезона 1933/1934, не одержав дома ни одной победы: 26 марта была зафиксирована ничья 0:0 в матче со Швейцарией, закрепившая это сомнительное достижение. Однако после возвращения в сборную Лилиана Тюрама, Клода Макелеле и Зинедина Зидана команда, не очень удачно проходившая отборочные игры, всё же квалифицировалась на чемпионат мира с первого места. Характерной чертой Доменека стало ограничение игроков на общение с прессой и отсутствие публичной критики с его стороны в адрес команды
В заявку сборной на чемпионат мира в Германии не попали участники финала Лиги чемпионов того года Робер Пирес и Людовик Жюли. С учётом склонности Доменека руководствоваться прогнозами астрологов и гороскопами при выборе состава СМИ обратили внимание на то, что оба отчисленных игрока родились под знаком Скорпиона. Их традиционную позицию занял Викаш Дорасо, что вызвало недовольство болельщиков, которые освистывали Дорассо уже с первого матча, когда он двигался с мячом. При этом, несмотря на заявления Доменека о необходимости смены поколений, из молодых игроков в сборную попал только Франк Рибери, который призван был также заменить Жюли. Сам Людовик, недовольный решением Доменека не брать его на чемпионат мира, заявил, что не вернётся в команду, даже если Рибери получит травму. Что касается Пиреса, то Доменек позже утверждал, что игрок «Арсенала» уже не мог играть на высоком уровне, как прежде. Контрольный матч в Париже 27 мая 2006 года между Францией и Мексикой (победа французов 1:0) стал одной из последних проверок перед стартом чемпионата мира: по ходу встречи болельщики освистывали игроков, выражая тем самым своё недовольство игрой, которую показывал состав Доменека. Не поехал на турнир и Филипп Мексес, но уже не взятый Доменеком по футбольным причинам.
Франция начала турнир слабо, сыграв в первом туре вничью со Швейцарией (0:0): в стартовый состав Доменек включил большое количество ветеранов, однако с учётом царившей в день матча жары +32 градуса даже вечером (18:00 по местному времени) это решение вызывало недоумение. Более-менее содержательную игру показывали только молодой Франк Рибери и лидер команды Зинедин Зидан. В то же время в адрес команды Доменека свиста с трибун в тот вечер не было. Второй матч с Южной Кореей французы также свели вничью, а в третьем туре победили Того 2:0, в результате чего команда заняла лишь 2-е место и вышла в 1/8 на Испанию. Доменека за показанную игру в прессе называли «наивным». Но затем последовало неожиданное преображение сборной, сначала победа над Испанией, затем над Бразилией, а потом и над Португалией, а в финале лишь в серии пенальти сборная проиграла Италии.
По мнению ряда французских специалистов и футбольных журналистов, заслуга Доменека в выходе в финал чемпионата мира 2006 года была минимальной: в частности, Арсен Венгер прямо говорил, что основу этого успеха заложило звёздное поколение Зинедина Зидана, которое выходило в финалы турниров 1998, 2000 и 2006 годов с тремя разными тренерами (Эме Жаке, Роже Лемерр и Раймон Доменек).

### Сборная Франции на чемпионате Европы 2008
После завершения чемпионата мира с Доменеком был подписан новый контракт до 2010 года. Квалификацию Евро он начал с реванша над Италией — 3:1. В этот же период в сборную пришли новые лица: Карим Бензема, Самир Насри, Патрис Эвра, но вместе с этим, Доменек закрыл двери сборной перед Давидом Трезеге, Филиппом Мексесом, Робером Пиресом и Людовиком Жюли.
По одной версии, такие игроки, как Мексес и Трезеге, не попали в заявку сборной якобы из-за неблагоприятных астрологических прогнозов. По мнению российского журналиста Игоря Рабинера, Доменек мог не взять Трезеге, поскольку не простил ему промах в финале чемпионата мира в послематчевых пенальти. Доменек часто оставлял его на скамейке запасных, предпочитая в качестве первого запасного нападающего Луи Саа, а Трезеге выпустил только на исходе финала, когда у того уже не было никакой уверенности в себе. Вместо него в команду попал Бафетимби Гомис из «Сент-Этьена», который оформил дубль в игре против Эквадора. В команду также попал Николя Анелька, невзирая на свой промах в серии пенальти финала Лиги чемпионов УЕФА 2008 года, а заработавший пенальти в финале чемпионата мира 2006 года Флоран Малуда оказался в запасе. При этом вне заявки оказался молодой крайний полузащитник «Марселя» Матьё Вальбуэна, зарекомендовавший себя на международном уровне.
В результате этих изменений французы начинают выступать всё хуже, играют вничью с Украиной и Шотландией и выходят из группы лишь со второго места. А на самом турнире команда попадает в «группу смерти», в которой играет вничью с Румынией 0:0, проигрывает 1:4 Нидерландам и Италии 0:2. 
Доменек становится мишенью критики во всей европейской прессе, газета «Таймс» даже назвала его «самым плохим тренером Евро-2008», итальянская пресса же иронизировала над решением Доменека не взять в команду Трезеге. Итогом игры сборной на Евро стала суммарная разница пропущенных мячей 1:6 и всего одно очко в игре против Румынии (0:0). Но, несмотря на критику и заявление президента Французской федерации футбола Жан-Пьера Эскалетта о «громком провале», по итогам заявления от 3 июля 2008 года Доменек был официально оставлен в своей должности.
Считается, что в ходе турнира Доменек совершил ряд ошибок при выборе состава на матчи. Так, он не выпустил Тьерри Анри даже на замену в стартовом матче против Румынии (0:0), ссылаясь на полученную микротравму. После разгромного поражения против Нидерландов 1:4, которое французы потерпели во втором туре, он убрал в запас капитана команды Лилиана Тюрама, игравшего в центре обороны, однако не смог отыскать ему адекватную замену. В итоге на место центрального защитника перед игрой с Италией в третьем туре стал номинально левый защитник Эрик Абидаль, который в игре против Италии грубо сфолил в штрафной, получив не только пенальти в ворота Франции, но и красную карточку. Расчёт Доменека на то, что Зинедина Зидана сможет заменить Франк Рибери, не оправдался, поскольку Рибери получил травму в стычке с Джанлукой Дзамброттой в матче против Италии, а вышедший вместо травмированного полузащитника «Баварии» Самир Насри оказался слишком «сырым» для выступлений на таком уровне. Более того, в матче против Италии Доменек совершил ужасную ошибку, предрешившую поражение французов: после удаления Абидаля он убрал с поля вышедшего на замену Насри и заменил его на защитника Жана-Алена Бумсонга, разрушив всю созидательную игру сборной Франции. Из полузащитников только Насри относился к атакующей группе, в то время как Клод Макелеле и Жереми Тулалан играли роль опорных полузащитников, а без Насри ни Тьерри Анри, ни Карим Бензема, ни Сидней Гову не получали мяч.

### Сборная Франции на чемпионате мира 2010

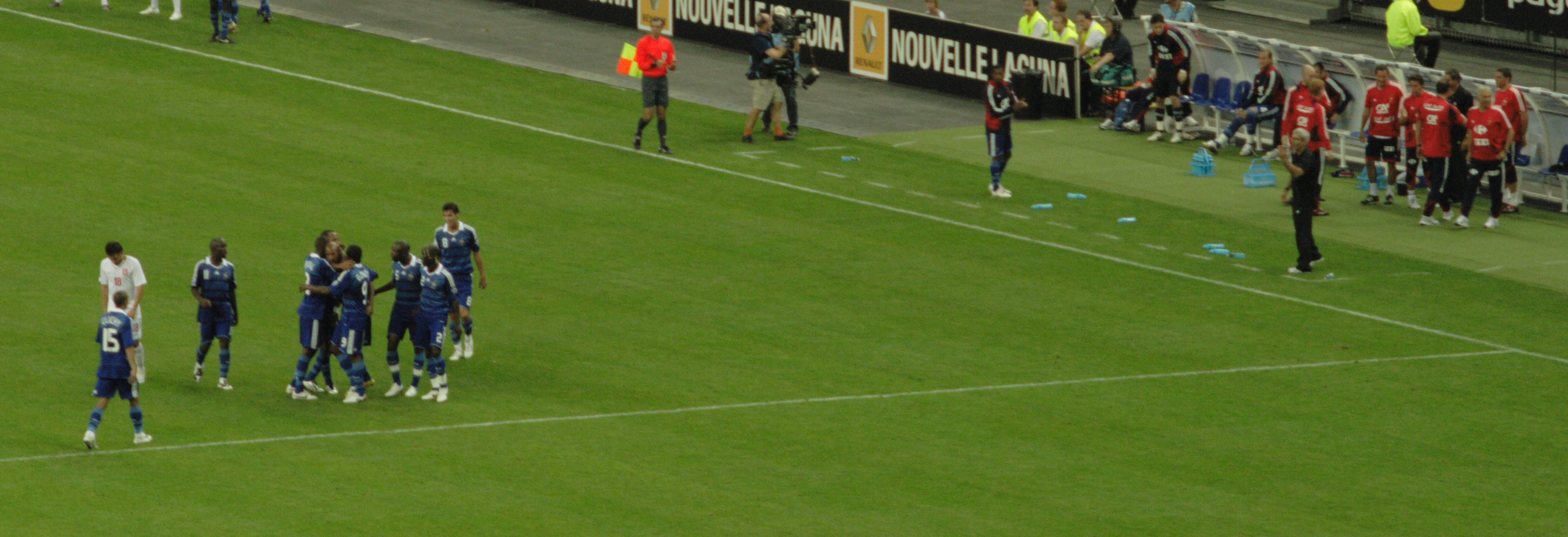
Доменек на матче Франция — Сербия

Угроза отставки Доменека возникла в отборочном цикле к чемпионату мира 2010 года. На старте команда проиграла Австрии, тяжело выиграла у Сербии и сыграла вничью с Румынией, но Доменек остался на посту. В результате в группе Франция заняла второе место и участвовала в стыковых матчах, где ей противостояла Ирландия. Первую игру французы выиграли 1:0, во второй в основное время победу одержали ирландцы. Было назначено дополнительное время, во время которого гол забил Вильям Галлас с паса рукой Тьерри Анри, который не увидел арбитр встречи. Несмотря на то, что выход французов в финальную стадию произошёл из-за нарушения правил, Доменек не захотел извиняться перед ирландцами и поддержать идею переигровки, на чём настаивали ирландцы и о которой просил лично Анри. Эрик Кантона после стыковых матчей назвал Доменека худшим футбольным тренером в стране «со времён Людовика XVI» и выразил желание, чтобы команду возглавил Лоран Блан, который сезон тому назад выиграл с «Бордо» чемпионат Франции. За выход сборной в финальную стадию турнира Доменек получил 862 тыс. евро.
В окончательную заявку сборной не попал Самир Насри, несмотря на то, что в минувшем сезоне «Арсенала» именно он руководил атаками команды. В отборочном цикле к чемпионату мира Насри сыграл только матч против Австрии (поражение 1:3) и Литвы (победа 1:0), однако непопадание молодого атакующего полузащитника в заявку вызывало вопросы. Мимо заявки оказался Карим Бензема, который только начинал тогда карьеру в «Реале»: на его непопадание повлияли не только сложный первый сезон в клубе, но и эхо скандала с проституткой Захией Дэар. Также в заявку не попал перешедший в «Манчестер Сити» ветеран сборной Патрик Виейра, хотя ещё в марте 2010 года Доменек допускал, что если Виейра покажет хорошую игру в оставшихся матчах АПЛ, то может оказаться в заявке. По словам Виейра, в течение полугода до чемпионата мира Доменек даже ни разу не позвонил ему. В самый канун старта чемпионата мира в ЮАР французская федерация футбола объявила, что не будет продлевать контракт с Доменеком и что его после чемпионата мира сменит Лоран Блан.
Чемпионат мира для французов сложился неудачно: первый матч против Уругвая они свели вничью (0:0), а во втором матче против Мексики проиграли 0:2. Доменека раскритиковали бывшие игроки сборной Биксант Лизаразю и Зинедин Зидан. Главный скандал прогремел в перерыве матча против Мексики 19 июня, когда между Раймоном Доменеком и форвардом Николя Анелька произошла ссора. Согласно заявлению газеты L'Equipe, Доменек публично отчитал Анелька и пригрозил оставить его на скамье запасных за неубедительную игру, в ответ на что игрок заявил тренеру: «Пошёл ты к чёрту, грязный сукин сын». На это Доменек ответил: «Хорошо, ты выйдешь на поле», после чего Анелька произнёс: «Естественно, иначе и быть не может». В тот же день Анелька, который не пожелал извиниться, был отчислен из национальной команды по решению федерации футбола Франции. После отчисления капитан сборной Патрис Эвра сказал: «Утечку этого разговора допустил человек среди нас. Дело не в Анелька, а в том, что в команде завёлся стукач». На следующий день произошёл конфликт между Эвра, который сказал, что футболисты в этот день не будут тренироваться, и тренером по физической подготовке Робертом Дюверном, вследствие чего Дюверн бросил на тренировочное поле аккредитацию на чемпионат мира и ушёл, затем поле покинули все игроки национальной команды. После инцидента Жан-Луи Валентин, спортивный директор сборной, принял решение покинуть Федерацию футбола Франции. В тот же день Эвра передал пресс-атташе сборной письмо, которое надлежало прочитать в присутствии журналистов. В письме было сказано, что игроки не согласны с решением о отчислении из сборной Анелька, потому в знак протеста они пропустили одну тренировку. В последней игре Франция проиграла команде ЮАР 1:2 и выбыла из дальнейшего розыгрыша, а по окончании матча Доменек отказался пожать руку тренеру южноафриканцев Карлосу Алберто Паррейре из-за того, что Паррейра раскритиковал его после игры с Ирландией. Звучали утверждения, что своими действиями Доменек настроил против себя всех французских болельщиков.
В 2018 году Доменек признался, что Анелька не называл его «сукиным сыном» и что подобные слова — выдумка французской газеты L'Equipe, которая первой осветила конфликт между Анелька и Доменеком. По словам Доменека, в перерыве игры с Мексикой он отчитывал команду за неубедительную игру в атаке, причём слабо выступал и сам Анелька. Доменек попросил Анелька «идти глубже», в ответ на что форвард резко ответил «Разберись со своей дрянной командой». Сам игрок даже подал в суд на газету за клевету, но проиграл дело.

### После ухода из сборной Франции
В ноябре 2010 года Доменек возглавил детскую команду клуба «Булонь-Бийанкур».
26 декабря 2020 года Доменек впервые за десять лет вернулся к активной тренерской работе, подписав контракт до конца сезона с клубом «Нант». Однако уже 10 февраля 2021 года он был уволен с должности из-за неудовлетворительных результатов команды.

## Тренерский стиль
Характерной тренерской чертой Доменека по ходу матчей стало стремление к минимуму замен: были случаи, когда Доменек делал не больше двух замен по ходу матча.
Также Доменек известен тем, что очень доверяет предсказаниям астрологов, на основании чего всегда комплектовал состав сборной на матчи и международные турниры. В то же время Доменек в своей автобиографии, не отрицая своей любви к астрологии, утверждал, что никогда не использовал гороскопы для определения состава. Некоторых игроков (например, Робера Пиреса) он не брал на турниры исключительно из-за их плохой формы.

## Личная жизнь

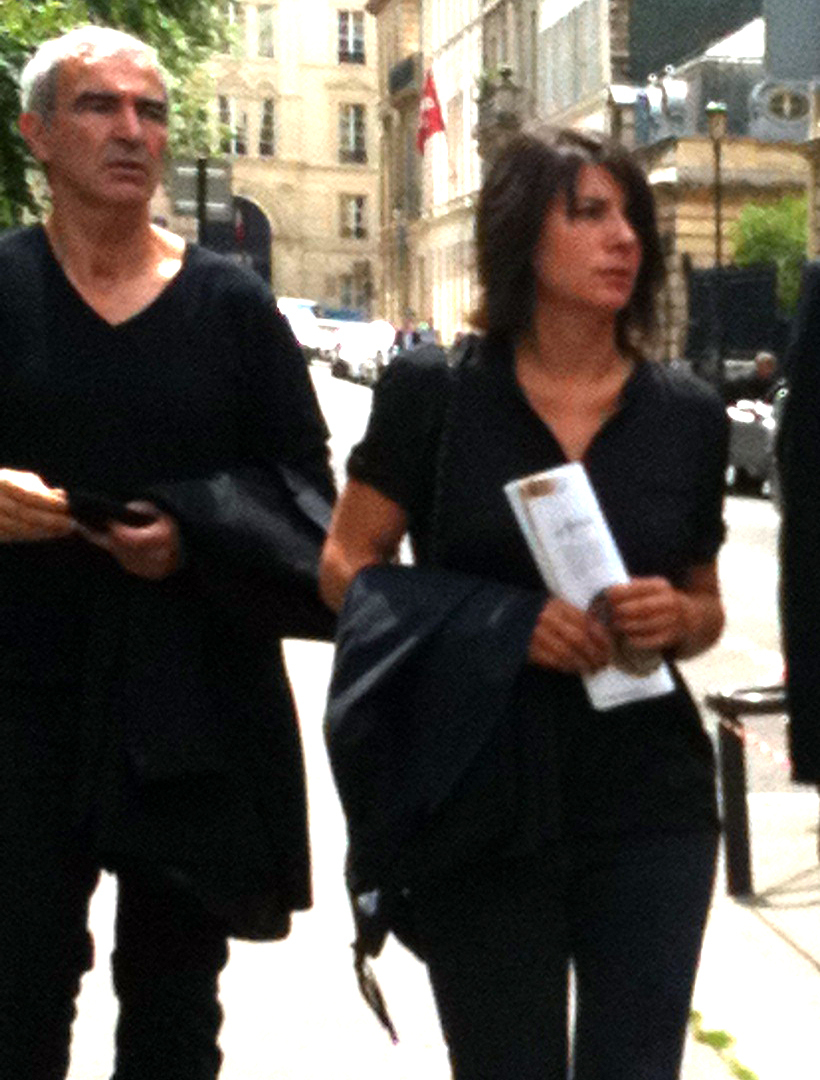
Раймон Доменек и Эстель Дени

Доменек состоял в отношениях с телеведущей Эстель Дени, с которой познакомился на телеканале Infosport+. 17 июня 2008 года, уже после выбывания сборной Франции из дальнейшего участия в Евро-2008, Раймон сделал Эстель предложение руки и сердца в прямом эфире телеканала M6. В браке у них родились дочь Виктуар (р. 2004) и сын Мерлин (р. 2007), хотя формально брак Раймон и Эстель так и не заключили. В 2020 году они расстались.
В 2012 году Доменек выпустил автобиографию «В полном одиночестве» (фр. Tout seul), в которой описал свою карьеру игрока и тренера, а также попытался сгладить острые моменты своей работы на посту тренера сборной Франции.

## Достижения

### Как игрок
Олимпик (Лион)
- Обладатель Кубка Франции: 1973

Страсбур
- Чемпион Франции: 1979

Бордо
- Чемпион Франции: 1984

### Как тренер
Сборная Франции
- Чемпионат мира: 2006 (серебро)

## Статистика
| Сезон   | Сезон           | Сезон  | Чемпионат | Чемпионат | Кубок | Кубок | Кубок Лиги | Кубок Лиги | Еврокубки | Еврокубки | Всего | Всего |
| Годы    | Клуб            | Лига   | Игры      | Голы      | Игры  | Голы  | Игры       | Голы       | Игры      | Голы      | Игры  | Голы  |
| ------- | --------------- | ------ | --------- | --------- | ----- | ----- | ---------- | ---------- | --------- | --------- | ----- | ----- |
| 1970/71 | Олимпик Лион    | Лига 1 | 37        | 2         |       |       |            |            | -         | -         |       |       |
| 1971/72 | Олимпик Лион    | Лига 1 | 32        | 1         |       |       |            |            | -         | -         |       |       |
| 1972/73 | Олимпик Лион    | Лига 1 | 38        | 0         |       |       |            |            | -         | -         |       |       |
| 1973/74 | Олимпик Лион    | Лига 1 | 27        | 0         |       |       |            |            | 3         | 0         |       |       |
| 1974/75 | Олимпик Лион    | Лига 1 | 35        | 3         |       |       |            |            | 4         | 3         |       |       |
| 1975/76 | Олимпик Лион    | Лига 1 | 36        | 0         |       |       |            |            | 2         | 0         |       |       |
| 1976/77 | Олимпик Лион    | Лига 1 | 34        | 1         |       |       |            |            | -         | -         |       |       |
| 1977/78 | Олимпик Лион    | Лига 1 | 7         | 0         |       |       |            |            | -         | -         |       |       |
| 1977/78 | Страсбур        | Лига 1 | 30        | 1         |       |       |            |            | -         | -         |       |       |
| 1978/79 | Страсбур        | Лига 1 | 37        | 2         |       |       |            |            | 5         | 0         |       |       |
| 1979/80 | Страсбур        | Лига 1 | 38        | 1         |       |       |            |            | 6         | 0         |       |       |
| 1980/81 | Страсбур        | Лига 1 | 23        | 0         |       |       |            |            | -         | -         |       |       |
| 1981/82 | Пари Сен-Жермен | Лига 1 | 19        | 1         |       |       |            |            | -         | -         |       |       |
| 1982/83 | Бордо           | Лига 1 | 18        | 2         |       |       |            |            | 5         | 0         |       |       |
| 1983/84 | Бордо           | Лига 1 | 22        | 1         |       |       |            |            | 2         | 0         |       |       |
| Всего   |                 |        | 433       | 15        |       |       |            |            | 27        | 3         |       |       |